# Psychidopsis rouasti
Psychidopsis rouasti är en fjärilsart som beskrevs av Alphéraky 1882. Psychidopsis rouasti ingår i släktet Psychidopsis och familjen säckspinnare. Inga underarter finns listade.